# Maurepas, Yvelines
Maurepas je zahodno predmestje Pariza in občina v osrednjem francoskem departmaju Yvelines regije Île-de-France. Leta 1999 je naselje imelo 19.586 prebivalcev.

## Geografija
Kraj leži v osrednji Franciji 31 km zahodno od središča Pariza.

## Administracija
Maurepas je sedež istoimenskega kantona, v katerega so poleg njegove vključene še občine Coignières, Élancourt in La Verrière s 56.525 prebivalci. Kanton je sestavni del okrožja Rambouillet.

## Zanimivosti
- ruševine donjona, podrtega leta 1425,
- cerkev Presvetega Odrešenika iz 15., 16. stoletja,
- Notredamska cerkev.

## Pobratena mesta
- Henstedt-Ulzburg (Nemčija),
- Tirat-Carmel (Izrael),
- Usedom (Nemčija),
- Waterlooville (Anglija, Združeno kraljestvo).